# Margaret Herrick
Margaret Herrick (Spokane, 27 settembre 1902 – Woodland Hills, 21 giugno 1976) è stata direttrice dell'Academy of Motion Picture Arts and Sciences.
È stata lei a dare il nomignolo "Oscar" al prestigiosissimo Academy Award (soprannome del Premio Oscar), affermando che le statuette assomigliavano a suo zio Oscar.

## Biografia
È nata a Spokane negli Stati Uniti d'America. Da nubile il suo nome era Margaret Buck. Quando poi si è sposata con Phillip Abbot Herrick prese il nome di Margaret Herrick. Margaret si è laureata presso l'Università di Washington. Nel 1931 divenne direttore dell'Academy of Motion Picture Arts and Sciences. Morì il 21 giugno 1976.
| Controllo di autorità | VIAF (EN) 7067160791843602860008 · GND (DE) 1223035379 |